# Hadji Firoez

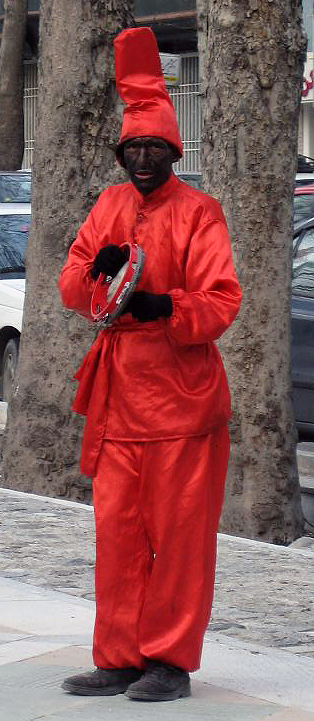
Hadji Firoez in Mellat Park, Teheran (2008)

Hadji Firoez, Hāji Firuz of Hajji Firuz (Perzisch: هاجی پیروز) is de traditionele boodschapper van Noroez, het Perzische nieuwjaar. De zwartgeschminkte figuur met felrode lippen is gehuld in rode kleren. Hij speelt tamboerijn en zingt voor kinderen en hun ouders ter gelegenheid van de festiviteiten voor het nieuwe jaar: haji firuze, sali yek ruze (Het is Hadji Firoez, het gebeurt één keer per jaar).

## Hadji Firoez

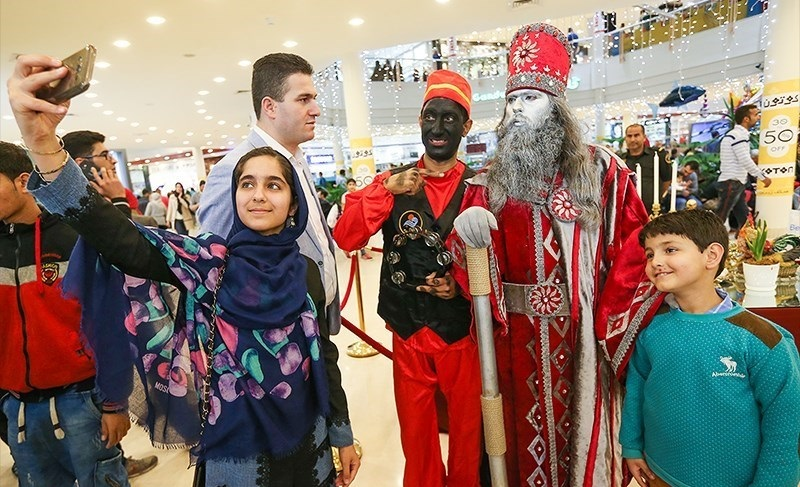
Noroez in een winkel in Kish, 2018

In een persoonlijk artikel laat de Nederlandse taalwetenschapper Guus Kroonen zien dat rond Hadji Firoez soortgelijke discussies lopen als rond Zwarte Piet.
Een eerste verklaring die door Iraniërs gegeven wordt is dat Hadji Firoez hoort bij een traditie die stamt uit het zoroastrisme, een Perzische religie. Hadji Firoez zou een vuurbewaker moeten voorstellen. Over Hadji Firoez wordt verteld dat hij aan het eind van het jaar bij mensen langsging en hen aanspoorde om hun oude spullen te verbranden. Zijn huid is daardoor zwart van de rook en kool. Deze verklaring vergelijkt Kroonen met de uitleg dat Zwarte Piet onder het roet zit omdat hij door de schoorsteen kruipt.
Een andere verklaring die in Iran gegeven wordt berust op het argument dat Hadji Firoez een demon is die tijdens de jaarwisseling uit de onderwereld terugkomt. Deze verklaring is, aldus Kroonen, vergelijkbaar met het idee dat Zwarte Piet verwant is met de Krampustraditie in de Alpen. Rond 5 december verkleden jonge mannen zich als Krampus, een zwarte duivel, om de boze geesten te verjagen. De Krampustraditie is verwant aan die van de Duitse Knecht Ruprecht, de Franse Père Fouettard en volgens Kroonen ook met de Nederlandse Zwarte Piet. De demon in de Perzische traditie is echter een compleet andere dan die van de duivel in christelijk landen.
Nog een verklaring die door Kroonen gegeven wordt, is dat Hadji Firoez oorspronkelijk een slaaf was in de tijd dat zwarte slaven door de steden trokken om te zingen voor de plaatselijke bevolking. Voor de slavernij in Iran in 1928 afgeschaft werd, werden veel slaven uit de Kaukasus, maar ook via de Arabische slavenhandel uit Zanzibar gehaald. Het voorvoegsel hadji duidt letterlijk iemand aan die is teruggekeerd van de islamitische bedevaart naar Mekka, maar werd ook voor zwarte slaven gebruikt die via dezelfde route naar Iran kwamen.
Het is volgens Kroonen denkbaar dat er een kern van waarheid zit in al deze verklaringen, maar net als bij Zwarte Piet is het moeilijk om de juistheid van die theorieën direct te bewijzen. Zo kan de legende van Hadji Firoez net als Zwarte Piet teruggaan op een heidense (voor-christelijke) mythische figuur, een demon uit het dodenrijk, mogelijk gerelateerd aan een oude Indo-Europese haard-cultus. Die figuur zou dan later vanwege zijn donkere uiterlijk zowel in Nederland als Iran met zwarte slaven in verband gebracht worden. De relatie tussen Zwarte Piet en Hadji Firoez blijft echter speculatief.